# Heléne Fritzon
Marie Heléne Elisabet Fritzon (ur. 29 września 1960 w Kristianstad) – szwedzka polityk i samorządowiec, działaczka Szwedzkiej Socjaldemokratycznej Partii Robotniczej, od 2017 do 2019 minister migracji, posłanka do Parlamentu Europejskiego IX i X kadencji.

## Życiorys
W 1987 ukończyła studia z zakresu nauczania początkowego w Högskolan Kristianstad, później studiowała prawo na Uniwersytecie w Lund. Została działaczką Szwedzkiej Socjaldemokratycznej Partii Robotniczej. Obejmowała różne funkcje w jej strukturach, m.in. od 2003 do 2013 przewodniczyła partii w regionie Skania. Od 1991 była zawodowo związana z samorządem miejskim w Kristianstad. W 2006 dołączyła do miejskiej egzekutywy, w latach 2014–2017 zajmowała stanowisko burmistrza.
W lipcu 2017 weszła w skład rządu Stefana Löfvena jako minister migracji oraz wiceminister sprawiedliwości. W styczniu 2019 zakończyła pełnienie funkcji w szwedzkim gabinecie. W wyborach w 2019 uzyskała mandat deputowanej do Parlamentu Europejskiego IX kadencji. Z powodzeniem ubiegała się o poselską reelekcję w 2024.